# Chiesa del Salvatore (Pechino)

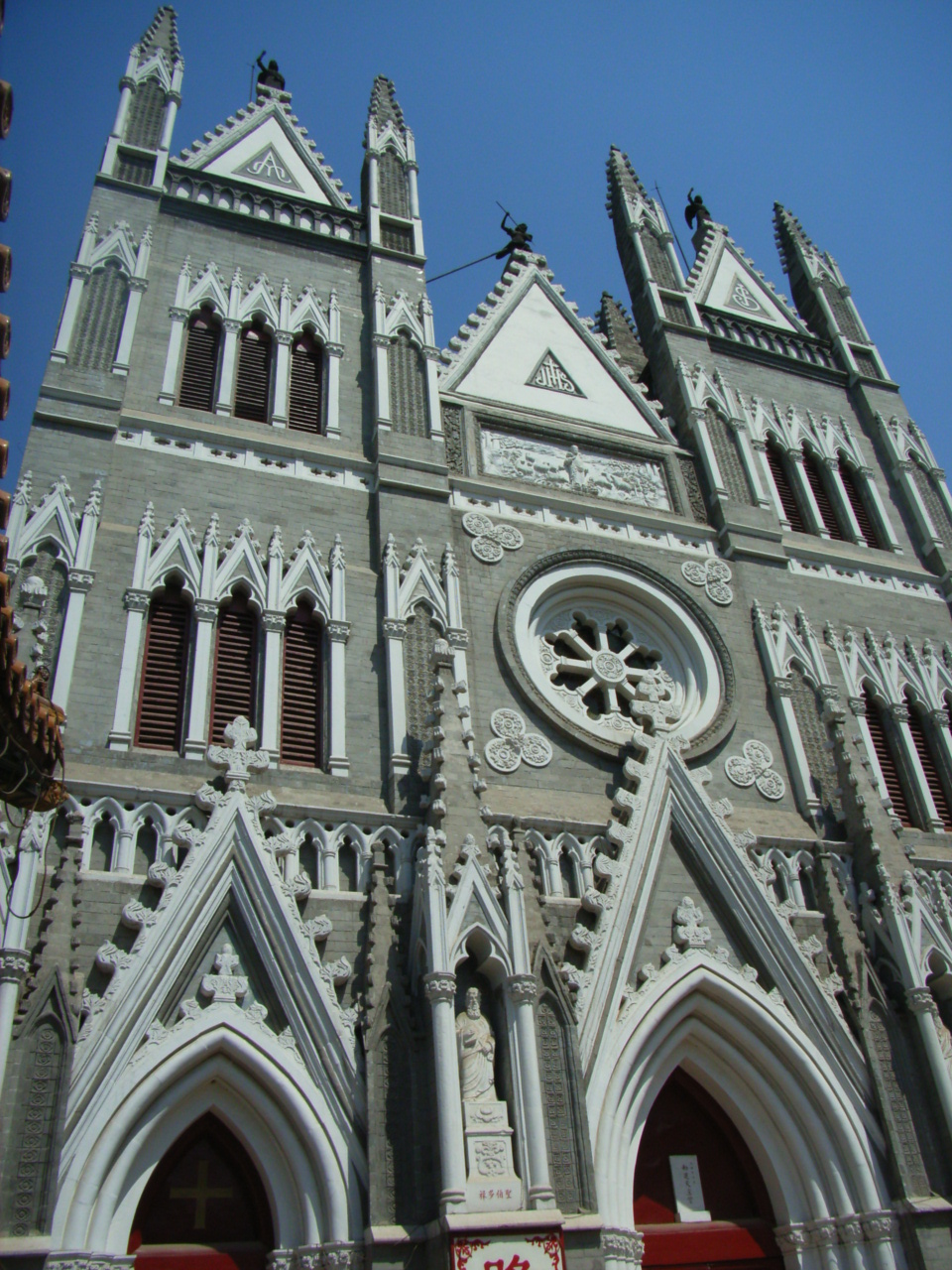
Dettaglio della facciata della Cattedrale

La Chiesa del Salvatore (救世主堂S), colloquialmente detta Xishiku Church (西什庫天主堂S) o Beitang (北堂S, lett. "Chiesa del nord") è una chiesa cattolica storica del distretto Xicheng di Pechino in Cina. Di tutte le cattedrali e chiese situate a Pechino, la chiesa di Xishiku è una delle più belle dal punto di vista architettonico.

## Storia
La chiesa fu originariamente fondata dai gesuiti nel 1703 vicino Zhongnanhai (di fronte all'ex Biblioteca di Pechino), sulla terra conferita ai gesuiti, nel 1694, dall'imperatore Kangxi della dinastia Qing, in seguito alla guarigione dalla malattia grazie all'esperienza medica dei Padri Jean-François Gerbillon e Joachim Bouvet. L'imperatore scrisse a mano la targa e i distici calligrafici per l'edificio. Fu denominata "Chiesa del Salvatore" e ufficialmente aperta il 9 febbraio 1703.
Nel 1887 la chiesa fu spostata e ricostruita nella sua posizione attuale, su richiesta dell'imperatore Guangxu, che aveva bisogno dello spazio originale vicino alla Città Proibita per creare il Parco Zhongnanhai. L'attuale chiesa in stile gotico con una elaborata facciata in marmo grigio, fu costruita nel 1890, sotto la direzione del Lazzarista vescovo missionario Pierre-Marie-Alphonse Favier (1837-1905), che la progettò. La chiesa si trova in un ampio parco circondato da pini e querce e da due padiglioni cinesi.
La chiesa è affiliata all'Associazione patriottica cattolica cinese. Fu sede del vescovo di Pechino fino al 1958.

## Assedio di Pechino (14 giugno - 16 agosto 1900)

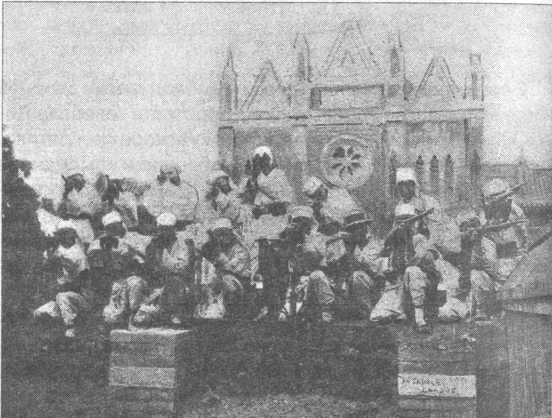
Difensori della Chiesa del Salvatore (1900)

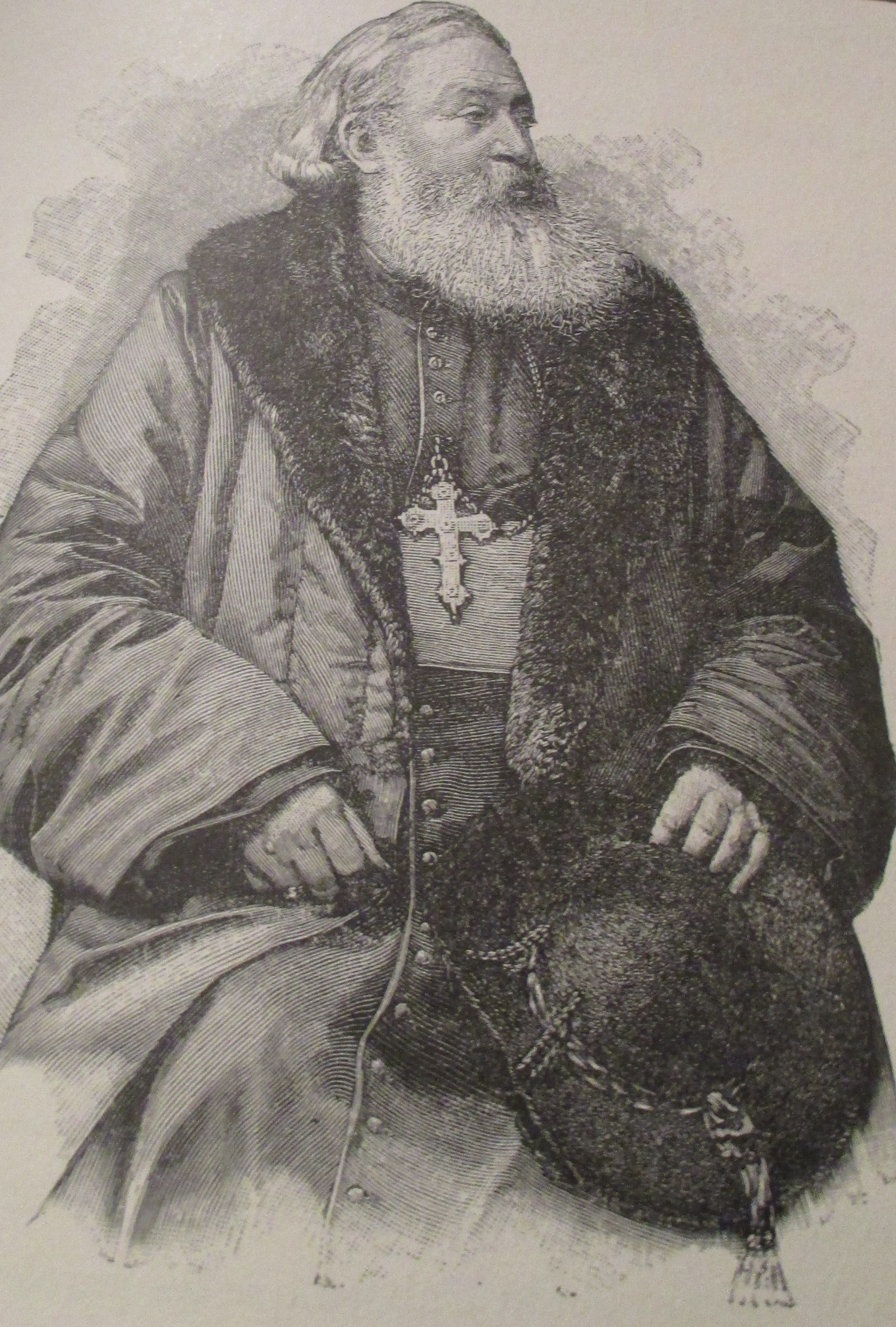
Monsignor Favier nel 1900.

Durante la ribellione dei Boxer, la chiesa cattolica di Pechino (nota come del Salvatore, Peitang successivamente Beitang) rimase sotto assedio di circa 10.000 Boxer dal 14 giugno al 16 agosto 1900. La sua difesa era diretta da Pierre-Marie-Alphonse Favier (1837-1905), Vicario apostolico dell'arcidiocesi di Pechino e progettista della cattedrale. Secondo W.A.P. Martin, "la difesa di quella cattedrale costituisce la pagina più brillante della storia dell'assedio". Il risultato ottenuto da Favier in  "difesa della cattedrale di Peitang a Pechino è stata a dir poco un miracolo". Secondo Martin, "La nuova chiesa, o del nord, che si trovava in un terreno aperto, era considerata in grado di difendersi, e monsignor Favier decise coraggiosamente di tenerla a tutti i rischi, preservando così la vita di tremila convertiti che vi avevano preso rifugio." Poiché la cattedrale si trovava all'interno della Città Imperiale vicino alla Porta occidentale, a circa tre chilometri dal Quartiere delle Legazioni, rimase isolata dalle Legazioni estere.
Le chiese orientali e meridionali furono gravemente danneggiate, così come tutte le altre proprietà cattoliche di Pechino. Favier stimò che durante la rivolta dei Boxer furono uccisi tra 15.000 e 20.000 membri del suo gregge e che i tre quarti delle cappelle furono distrutte. Durante l'assedio, più di 3.900 persone (tra cui un centinaio di europei, soprattutto donne e bambini e 850 orfani) cercarono rifugio all'interno delle mura di pietra della chiesa, che era difesa soltanto da quarantuno marine francesi e italiani (il comandante italiano era Angelo Olivieri), guidati da due ufficiali francesi. Credendo che la chiesa sarebbe stata attaccata dai Boxer, da metà maggio Favier fu in grado di raccogliere enormi quantità di cibo, armi e munizioni, ma il grande numero di rifugiati necessitò di razionamento severo fino a quando l'assedio fu rotto, il 16 agosto 1900, dall'esercito giapponese.